# Eardley Knollys
(Edward) Eardley Knollys, né en 1902 à Alresford (Hampshire) et mort en 1991, est un marchand d'art et collectionneur d'art anglais qui fut membre de la dernière génération du Bloomsbury Group, et également critique d'art. Il commença aussi à peindre à partir de  1949 et eut sa première exposition personnelle en 1960 à l'âge de 58 ans, alors qu'il était déjà une « légende mineure de l'art britannique ».

## Biographie
Il naît dans le Hampshire de Cyprian Robert Knollys, land agent descendant d'une branche cadette de la famille des comtes de Banbury, et de son épouse  Audrey (née Hill). Il étudie au Winchester College et à Christ Church (Oxford).
Knollys dirige avec son compagnon Frank Coombs la Storran Gallery à Londres, au 106 Brompton Road, juste en face des magasins Harrods, de 1936 à  1944. La galerie vend des œuvres de Modiglani, Utrillo, Soutine, etc. Coombs est tué pendant une attaque aérienne à Belfast en 1941, et Knollys frappé par le deuil finit par fermer la galerie en 1944,. 
En 1945, Knollys, Edward Sackville-West et le critique musical Desmond Shawe-Taylor achètent ensemble un ancien presbytère de style georgien à Long Crichel, dans le Dorset. Il y organisent une sorte de salon littéraire et artistique avec Raymond Mortimer et James Lees-Milne, et y invitent les week-ends un aréopage de personnalités du monde de la culture,,. Milne recrute Knolly pour le rejoindre au National Trust pendant la Seconde Guerre mondiale, et dans les quinze années suivantes il l'accompagne dans la plupart de ses voyages et visites dans des demeures de campagne qu'il mentionne dans les volumes publiés de son Journal.
Après la mort d'Edward Sackville-West en 1965, Knollys hérite de sa grande collection d'œuvres d'art, et l'enrichit. Il la lègue par testament à un ami émigré bulgare, Mattei Radev (ancien amant d'E.M. Forster), en 1991. La collection, connue aujourd'hui comme « The Radev Collection », consiste en plus de 800 œuvres d'impressionnistes et d'artistes modernes.
Plusieurs photographies à partir des années 1920 de Knollys et de ses amis prises par Lady Ottoline Morrell se trouvent maintenant à la National Portrait Gallery de Londres.